# Zweden op het Eurovisiesongfestival 1999
Melodifestivalen 1999 was de 38ste editie van de liedjeswedstrijd die de Zweedse deelnemer voor het Eurovisiesongfestival oplevert. De winnaar werd voor 50% bepaald door de jury en voor 50% door televoting. Charlotte Nilsson won met het nummer Tusen och en natt. Op het Eurovisiesongfestival 1999 werd ze 1ste en zo haalde Zweden de 4de overwinning binnen. Er werden 1315 liedjes ingestuurd waarvan er 10 weerhouden werden.
Sinds 1999 geldt opnieuw de vrije taalregel, Charlotte maakte daar gebruik van en zong de Engelse versie van haar lied, Take me to your heaven, het liedje lijkt heel veel op ABBA-liedjes en dat straalde ze ook uit, 25 jaar na Waterloo slaagde Zweden er opnieuw in met een gelijkaardig lied te winnen.
Roger Pontare, Arvingarna en Christer Björkman wonnen in het verleden al eens Melodifestivalen, Roger Pontare zou dat het volgende jaar zelfs opnieuw doen.

## Uitslag
| Nr. | Artiest           | Lied                         | Songwriters                               | Ptn  | Ptn     | Ptn    | Plaats |
| Nr. | Artiest           | Lied                         | Songwriters                               | Jury | Publiek | Totaal | Plaats |
| --- | ----------------- | ---------------------------- | ----------------------------------------- | ---- | ------- | ------ | ------ |
| 1   | Charlotte Nilsson | Tusen och en natt            | Gert Langstrand, Lars "Dille" Diedricsson | 85   | 132     | 217    | 1ste   |
| 2   | Crosstalk         | Det gäller dig och mig       | Lars Edvall, Mattias Reimer               | 65   | 22      | 87     | 6de    |
| 3   | Janica            | Jag kan se dig               | Anders Dannvik, Pär Olsson                | 66   | -       | 66     | 7de    |
| 4   | Drömhus           | Stjärna på himmelen          | Per Andréassen, Anders Dannvik            | 38   | 110     | 148    | 2de    |
| 5   | Roger Pontare     | Som av is                    | Lasse Johansson, Staffan Stavert          | 54   | 44      | 98     | 5de    |
| 6   | Martin            | (Du är så) Yeah Yeah Wow Wow | Martin Svensson                           | 43   | 66      | 109    | 4de    |
| 7   | Christer Björkman | Välkommen hem                | Lasse Sahlin, Jan Lundkvist               | 6    | -       | 6      | 10de   |
| 8   | Ai                | Bilder av dig                | Stefan Berg                               | 31   | 11      | 42     | 9de    |
| 9   | Arvingarna        | Det svär jag på              | Torgny Söderberg, Lena Philipsson         | 26   | 88      | 114    | 3de    |
| 10  | Cleo              | Natten är min vän            | Thomas G:son                              | 59   | -       | 59     | 8ste   |

### Jurering
| Lied                         | Luleå | Umeå) | Sundsvall | Falun | Karlstad | Örebro | Norrköping | Göteborg | Växjö | Malmö | Stockholm | Totaal |
| ---------------------------- | ----- | ----- | --------- | ----- | -------- | ------ | ---------- | -------- | ----- | ----- | --------- | ------ |
| Tusen och en natt            | 10    | 12    | 8         | 8     | 4        | 8      | 10         | 1        | 10    | 10    | 4         | 85     |
| Det gäller dig och mig       | 12    | 4     | 1         | 12    | 6        | 6      | 2          | 10       | 2     | -     | 10        | 65     |
| Jag kan se dig               | -     | 8     | 10        | 6     | 8        | 4      | 12         | 2        | 6     | 4     | 6         | 66     |
| Stjärna på himmelen          | 8     | 2     | -         | 10    | 1        | -      | -          | 12       | 1     | 2     | 2         | 38     |
| Som av is                    | 2     | 6     | 6         | -     | 12       | -      | 4          | -        | 12    | 12    | -         | 54     |
| (Du är så) Yeah Yeah Wow Wow | 6     | -     | 2         | -     | 2        | 2      | 1          | 8        | 4     | 6     | 12        | 43     |
| Välkommen hem                | -     | 1     | -         | 4     | -        | -      | -          | -        | -     | 1     | -         | 6      |
| Bilder av dig                | 4     | -     | -         | 1     | -        | 12     | -          | 6        | -     | -     | 8         | 31     |
| Det svär jag på              | 1     | -     | 4         | 2     | -        | 1      | 6          | 4        | -     | 8     | -         | 26     |
| Natten är min vän            | -     | 10    | 12        | -     | 10       | 10     | 8          | -        | 8     | -     | 1         | 59     |

- volledige televotingresultaten werden niet onthuld.

## In Jeruzalem
In Israël moest Zweden optreden als 15de, net na Cyprus en voor Portugal. Aan het einde van de puntentelling was gebleken dat Zweden 1ste geworden met een totaal van 163 punten, wat goed was voor hun 4de overwinning.
Men ontving 5 keer het maximum van de punten.
België en Nederland hadden respectievelijk 7 en 8 punten over voor deze inzending.

### Gekregen punten

#### Finale
| 12 punten                                                                   | 10 punten                         | 8 punten               | 7 punten            | 6 punten                                         |
| --------------------------------------------------------------------------- | --------------------------------- | ---------------------- | ------------------- | ------------------------------------------------ |
| - Bosnië en Herzegovina - Estland - Malta - Noorwegen - Verenigd Koninkrijk | - Denemarken - IJsland - Portugal | - Israël - Nederland   | - België - Slovenië | - Cyprus - Oostenrijk - Polen - Spanje - Turkije |
| 5 punten                                                                    | 4 punten                          | 3 punten               | 2 punten            | 1 punt                                           |
| - Ierland                                                                   |                                   | - Frankrijk - Litouwen | - Duitsland         |                                                  |

### Punten gegeven door Zweden

#### Finale
Punten gegeven in de finale:
| 12 punten | IJsland               |
| 10 punten | Estland               |
| 8 punten  | Denemarken            |
| 7 punten  | Oostenrijk            |
| 6 punten  | Bosnië en Herzegovina |
| 5 punten  | Noorwegen             |
| 4 punten  | Nederland             |
| 3 punten  | Israël                |
| 2 punten  | Duitsland             |
| 1 punt    | Kroatië               |